# Ròmul (cònsol)
Ròmul (en llatí i de nom complet  Marcus Valerius Romulus) era un fill de l'emperador Maxenci.
Va ser col·lega del seu pare en el consolat. Va morir abans que Maxenci. Es conserven algunes medalles de consagració on apareix la seva imatge en què s'aprecia que era un noi jove. Una moneda porta la llegenda M.AUR. ROMULUS. NOBILIS. CAES. Però la seva autenticitat ha estat posada en qüestió.